# Mildred Cooke
Mildred Cecil, Baronesa Burghley (nascida Cooke ; 1526 – 4 de abril de 1589) foi uma nobre e tradutora inglesa. Era esposa de William Cecil, 1º Barão Burghley, o conselheiro mais confiável da rainha Elizabeth I, e mãe de Robert Cecil, 1º Conde de Salisbury, conselheiro de Jaime I.

## Carreira
Segundo Caroline Bowden, Mildred Cooke foi educada em casa por seu pai, Sir Anthony Cooke, que proporcionou às suas cinco filhas uma educação igual à oferecida aos seus filhos.   Em 1559, William Bercher atestou a erudição das irmãs Cooke na sua obra A Nobreza das Mulheres . John Strype elogiou a capacidade de Mildred Cooke de falar grego tão facilmente quanto inglês,  e Roger Ascham, tutor da futura rainha Elizabeth I, classificou Mildred Cooke e suas irmãs ao lado de Lady Jane Grey em termos de erudição. 
Ela serviu brevemente na corte como dama da câmara privada quando Elizabeth I subiu ao trono em 1558.

Ela se encarregou da educação de seus filhos, bem como da educação de vários pupilos reais pelos quais seu marido era responsável, incluindo Edward de Vere, 17º Conde de Oxford, com quem sua filha Anne acabou se casando. Robert Devereux, 2º conde de Essex, era pupilo de William Cecil. A família Burghley valorizava o aprendizado: 
Diferentemente de Dudley, [Cecil] era um erudito, um amante de livros e um homem de grande curiosidade intelectual. Ele e sua esposa Mildred... instruíram seus filhos com um alto grau de erudição, e em sua casa os estudos clássicos, a filosofia e a ciência, e pelo menos certos tipos de poesia e música podiam encontrar refúgio. De fato, a Cecil House era o equivalente mais próximo de um salão humanista na Inglaterra desde os dias de More.
Lord Burghley se tornou o conselheiro mais confiável de Elizabeth I, e ele e Lady Burghley receberam a rainha em diversas ocasiões em suas residências, incluindo Theobalds . Como esposa do principal conselheiro da rainha, Lady Burghley exerceu influência de várias maneiras, uma circunstância que foi reconhecida pelo embaixador espanhol Guzman da Silva em 1567. Enquanto decorriam as negociações para um casamento entre a rainha e Carlos II, arquiduque da Áustria, Guzman escreveu a Filipe II que: 
Cecil deseja tanto esse acordo que não fala sobre a questão religiosa, mas isso pode ser um engano, já que sua esposa é de opinião contrária e acredita que isso pode causar grandes problemas à paz do país. Ela exerce grande influência sobre o marido e, sem dúvida, discute o assunto com ele; porém ela parece uma herege muito mais furiosa do que ele.
Em 1560, três líderes escoceses corresponderam-se com ela a respeito do Tratado de Edimburgo, que estava sendo negociado.  Em 1573, ela escreveu em latim ao seu primo, Sir William Fitzwilliam, lorde deputado da Irlanda, oferecendo conselhos.  Em 1580, ela recebeu £ 250 por ter agido como intermediária de um requerente que fazia uma petição ao seu marido. 

Lady Burghley não publicou suas próprias traduções e poucas sobreviveram em manuscrito.  Uma que ainda existe é sua tradução, datada de cerca de 1550, do sermão de Basílio Magno sobre o Deuteronômio, que ela dedicou a Ana Seymour, Duquesa de Somerset, em cuja casa ela serviu antes de seu casamento.  Ela também traduziu uma obra de João Crisóstomo, que não existe mais.
Em seu testamento, o pai de Lady Burghley, Sir Anthony Cooke, deixou a ela apenas três livros. No entanto, ela construiu "uma biblioteca impressionante, principalmente em latim e grego", descrita por Bowden como "uma das melhores bibliotecas particulares da época". Mais de trinta livros com seu nome ainda existem, dezessete deles na Hatfield House . Sua biblioteca incluía obras em grego, latim, francês e inglês sobre uma ampla gama de tópicos, incluindo história, literatura, medicina e teologia, muitas delas impressas no continente. 
Em 1580, ela doou uma Bíblia poliglota ao St John's College, em Cambridge, de acordo com uma fonte, acompanhada de uma carta escrita por ela mesma em grego. Em 1587, ela doou oito volumes de Galeno, cinco em grego e três em latim, à Christ Church, em Oxford . Mais tarde, ela doou dois livros para o St John's College, Oxford, e dois para a Westminster School . 
Ela forneceu uma exposição para dois acadêmicos e quatro sermões trimestrais no St John's College, Cambridge, a antiga faculdade de Lord Burghley. 
Lady Burghley morreu em 4 de abril de 1589  após 43 anos de casamento. Ela foi enterrada com sua filha, Anne Cecil, Condessa de Oxford, na Abadia de Westminster, onde um enorme túmulo coríntio de mais de sete metros de altura foi erguido.  Lady Burghley é retratada deitada em um sarcófago . À sua frente estão suas três netas, Elizabeth de Vere, Bridget de Vere e Susan de Vere, e aos seus pés seu único filho, Robert Cecil . Em uma reentrância está a figura reclinada de sua filha Anne, Condessa de Oxford. No andar superior, Lord Burghley é retratado ajoelhado em suas vestes. Uma longa inscrição em latim composta por Lord Burghley descreve seus olhos turvos de lágrimas por aquelas que lhe eram mais queridas dentre todas as mulheres. Lord Burghley foi velado no mesmo local onde a esposa está sepultada, mas foi enterrado na Igreja de St Martin, em Stamford .
Após morte da esposa, Lord Burghley escreveu uma Reflexão sobre a Morte de Sua Senhora, que está entre os manuscritos de Lansdowne na Biblioteca Britânica (C III 51), relatando, entre outras coisas, as obras de caridade que ela manteve em segredo dele durante sua vida. 
Existem dois retratos conhecidos de Lady Burghley, ambos em Hatfield House ; um deles a retrata durante uma gravidez, provavelmente ocorrida em 1563. O artista foi chamado de "o Mestre de Mildred Cooke", mas ambos os retratos foram recentemente atribuídos a Hans Eworth .

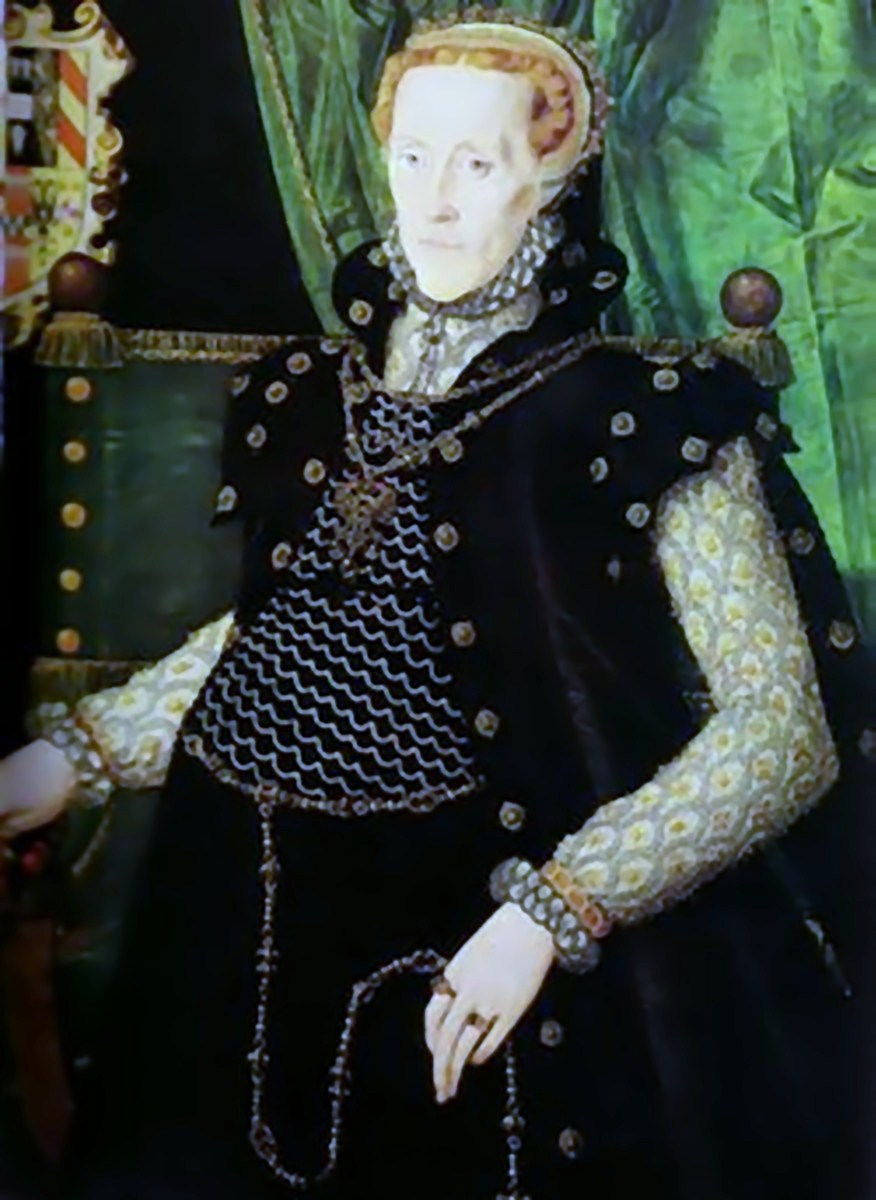
Retrato de Mildred Cooke Cecil (grávida de Robert), por Hans Eworth, 1563, Hatfield House